# Anaphlebia caudatula
Anaphlebia caudatula là một loài bướm đêm thuộc phân họ Arctiinae, họ Erebidae.